# Maarika Võsu
Maarika Võsu (ur. 7 czerwca 1972 w Tartu) – estońska szpadzistka, trzykrotna medalistka mistrzostw świata.

## Kariera sportowa
Podczas mistrzostw świata w Hadze w 1995 roku Estonki w składzie: Maarika Võsu, Merle Esken, Oksana Jermakowa i Heidi Rohi zdobyły brązowy medal w zawodach drużynowych. W konkurencji tej zdobyła również srebrny medal na mistrzostwach świata w Lizbonie (2002). Ponadto zdobyła srebrny medal w turnieju indywidualnym na mistrzostwach świata w Lipsku (2005). W finale przegrała z Polką Danutą Dmowską-Andrzejuk.
Wystartowała na igrzyskach olimpijskich w Atlancie w 1996 roku, zajmując piąte miejsce drużynowo i osiemnaste indywidualnie.
Ponadto zdobyła srebrne medale w szpadzie indywidualnej i drużynowej na mistrzostwach Europy w Bourges w 2003 roku.